# Tour d'Égypte 2015
La 26e édition du Tour d'Égypte a eu lieu du 14 au 18 janvier 2015. La course fait partie du calendrier UCI Africa Tour 2015 en catégorie 2.2.
Elle a été remportée par l'Espagnol Francisco Mancebo (Skydive Dubai), vainqueur de la première étape, qui s'impose respectivement de 34 et 43 secondes devant ses coéquipiers le Marocain Soufiane Haddi, lauréat de la troisième étape, et l'Italien Andrea Palini qui remporte les deuxième et quatrième étapes. Seul le prologue n'est pas remporté par l'équipe Skydive Dubai puisque que celui-ci a vu le succès du Rwandais Valens Ndayisenga (Équipe nationale du Rwanda).
Le Marocain Salaheddine Mraouni (Équipe nationale du Maroc) remporte le classement des sprints tandis que son coéquipier et compatriote Anass Aït El Abdia termine meilleur jeune. La formation émiratie Skydive Dubai remporte largement le classement de la meilleure équipe.

## Présentation

### Équipes
Classé en catégorie 2.2 de l'UCI Africa Tour, le Tour d'Égypte est par conséquent ouvert aux équipes continentales professionnelles, aux équipes continentales, aux équipes nationales, aux équipes régionales et de clubs et aux équipes mixtes d'équipes africaines.
Treize équipes participent à ce Tour d'Égypte - deux équipes continentales, huit équipes nationales et trois équipes régionales et de clubs :
| Équipes continentales | Équipes continentales | Équipes continentales |
| Nom de l'équipe       | Pays                  | Code                  |
| --------------------- | --------------------- | --------------------- |
| Skydive Dubai         | Émirats arabes unis   | SKD                   |
| Vélo Club Sovac       | Algérie               | VCS                   |

| Équipes nationales                     | Équipes nationales  | Équipes nationales |
| Nom de l'équipe                        | Pays                | Code               |
| -------------------------------------- | ------------------- | ------------------ |
| Équipe nationale d'Algérie             | Algérie             | ALG                |
| Équipe nationale d'Arabie saoudite     | Arabie saoudite     | KSA                |
| Équipe nationale d'Égypte              | Égypte              | EGY                |
| Équipe nationale d'Émirats arabes unis | Émirats arabes unis | UAE                |
| Équipe nationale d'Érythrée            | Érythrée            | ERI                |
| Équipe nationale du Maroc              | Maroc               | MAR                |
| Équipe nationale du Rwanda             | Rwanda              | RWA                |
| Équipe nationale du Soudan             | Soudan              | SUD                |

| Équipes régionales et de clubs | Équipes régionales et de clubs | Équipes régionales et de clubs |
| Nom de l'équipe                | Pays                           | Code                           |
| ------------------------------ | ------------------------------ | ------------------------------ |
| BC South East                  | Royaume-Uni                    | BCS                            |
| Erdinger Alkoholfrei           | Allemagne                      | ERD                            |
| Regional East Netherlands      | Pays-Bas                       | NED                            |

## Étapes
Le Tour d'Égypte est constitué d'un prologue et de quatre étapes pour un parcours total de 615 kilomètres.
| Étape     | Date       | Villes étapes                     |                 | Distance (km) | Vainqueur d’étape | Leader du classement général |
| --------- | ---------- | --------------------------------- | --------------- | ------------- | ----------------- | ---------------------------- |
| Prologue  | 14 janvier | Makadi Bay (en) - Makadi Bay (en) | Prologue        | 8             | Valens Ndayisenga | Valens Ndayisenga            |
| 1re étape | 15 janvier | Hurghada - Hurghada               | Étape de plaine | 185           | Francisco Mancebo | Francisco Mancebo            |
| 2e étape  | 16 janvier | Hurghada - Hurghada               | Étape de plaine | 159           | Andrea Palini     | Francisco Mancebo            |
| 3e étape  | 17 janvier | Makadi Bay (en) - Makadi Bay (en) | Étape de plaine | 142           | Soufiane Haddi    | Francisco Mancebo            |
| 4e étape  | 18 janvier | Makadi Bay (en) - Makadi Bay (en) | Étape de plaine | 121           | Andrea Palini     | Francisco Mancebo            |

## Déroulement de la course

### Prologue
Ce prologue, d'une longueur de huit kilomètres, près du Serenity Hotel de Makadi Bay (en). Soixante-quatorze coureurs y participent,,. Il est remporté par le Rwandais Valens Ndayisenga (Équipe nationale du Rwanda) qui parcourt les huit kilomètres en 10 min 47 s 32 pour une vitesse moyenne de 44,491 km/h.
| Classement de l'étape | Classement de l'étape | Classement de l'étape | Classement de l'étape                    | Classement de l'étape |
|                       | Coureur               | Pays                  | Équipe                                   | Temps                 |
| --------------------- | --------------------- | --------------------- | ---------------------------------------- | --------------------- |
| 1er                   | Valens Ndayisenga     | Rwanda                | Équipe nationale du Rwanda               | en 10 min 47 s        |
| 2e                    | Francisco Mancebo     | Espagne               | Skydive Dubai                            | + 9 s                 |
| 3e                    | Janvier Hadi          | Rwanda                | Équipe nationale du Rwanda               | + 12 s                |
| 4e                    | Soufiane Haddi        | Maroc                 | Skydive Dubai                            | + 17 s                |
| 5e                    | David van Eerd        | Pays-Bas              | Regional East Netherlands                | + 22 s                |
| 6e                    | Yousif Mirza          | Émirats arabes unis   | Équipe nationale des Émirats arabes unis | + 33 s                |
| 7e                    | Joseph Biziyaremye    | Rwanda                | Équipe nationale du Rwanda               | + 33 s                |
| 8e                    | Adil Jelloul          | Maroc                 | Skydive Dubai                            | + 35 s                |
| 9e                    | Mouhssine Lahsaini    | Maroc                 | Équipe nationale du Maroc                | + 35 s                |
| 10e                   | Andrea Palini         | Italie                | Skydive Dubai                            | + 36 s                |
| modifier              |                       |                       |                                          |                       |

| Classement général | Classement général | Classement général  | Classement général                       | Classement général |
|                    | Coureur            | Pays                | Équipe                                   | Temps              |
| ------------------ | ------------------ | ------------------- | ---------------------------------------- | ------------------ |
| 1er                | Valens Ndayisenga  | Rwanda              | Équipe nationale du Rwanda               | en 10 min 47 s     |
| 2e                 | Francisco Mancebo  | Espagne             | Skydive Dubai                            | + 9 s              |
| 3e                 | Janvier Hadi       | Rwanda              | Équipe nationale du Rwanda               | + 12 s             |
| 4e                 | Soufiane Haddi     | Maroc               | Skydive Dubai                            | + 17 s             |
| 5e                 | David van Eerd     | Pays-Bas            | Regional East Netherlands                | + 22 s             |
| 6e                 | Yousif Mirza       | Émirats arabes unis | Équipe nationale des Émirats arabes unis | + 33 s             |
| 7e                 | Joseph Biziyaremye | Rwanda              | Équipe nationale du Rwanda               | + 33 s             |
| 8e                 | Adil Jelloul       | Maroc               | Skydive Dubai                            | + 35 s             |
| 9e                 | Mouhssine Lahsaini | Maroc               | Équipe nationale du Maroc                | + 35 s             |
| 10e                | Andrea Palini      | Italie              | Skydive Dubai                            | + 36 s             |
| modifier           |                    |                     |                                          |                    |

### 1reétape
La première étape se déroule le 15 janvier sur un parcours de 185 kilomètres autour d'Hurghada. elle est remportée en solitaire par l'Espagnol Francisco Mancebo (Skydive Dubai).
| Classement de l'étape | Classement de l'étape | Classement de l'étape | Classement de l'étape                  | Classement de l'étape |
|                       | Coureur               | Pays                  | Équipe                                 | Temps                 |
| --------------------- | --------------------- | --------------------- | -------------------------------------- | --------------------- |
| 1er                   | Francisco Mancebo     | Espagne               | Skydive Dubai                          | en 4 h 25 min 56 s    |
| 2e                    | Andrea Palini         | Italie                | Skydive Dubai                          | + 23 s                |
| 3e                    | Yousif Mirza          | Émirats arabes unis   | Équipe nationale d'Émirats arabes unis | + 23 s                |
| 4e                    | Soufiane Haddi        | Maroc                 | Skydive Dubai                          | + 28 s                |
| 5e                    | Adil Jelloul          | Maroc                 | Skydive Dubai                          | + 28 s                |
| 6e                    | Florian Smits         | Pays-Bas              | Regional East Netherlands              | + 42 s                |
| 7e                    | Salaheddine Mraouni   | Maroc                 | Équipe nationale du Maroc              | + 3 min 20 s          |
| 8e                    | Mouhssine Lahsaini    | Maroc                 | Équipe nationale du Maroc              | + 3 min 20 s          |
| 9e                    | Lahcen Saber          | Maroc                 | Équipe nationale du Maroc              | + 3 min 20 s          |
| 10e                   | Rafaâ Chtioui         | Tunisie               | Skydive Dubai                          | + 3 min 20 s          |
| modifier              |                       |                       |                                        |                       |

| Classement général | Classement général  | Classement général  | Classement général                     | Classement général |
|                    | Coureur             | Pays                | Équipe                                 | Temps              |
| ------------------ | ------------------- | ------------------- | -------------------------------------- | ------------------ |
| 1er                | Francisco Mancebo   | Espagne             | Skydive Dubai                          | en 4 h 36 min 52 s |
| 2e                 | Soufiane Haddi      | Maroc               | Skydive Dubai                          | + 36 s             |
| 3e                 | Yousif Mirza        | Émirats arabes unis | Équipe nationale d'Émirats arabes unis | + 47 s             |
| 4e                 | Andrea Palini       | Italie              | Skydive Dubai                          | + 50 s             |
| 5e                 | Adil Jelloul        | Maroc               | Skydive Dubai                          | + 54 s             |
| 6e                 | Florian Smits       | Pays-Bas            | Regional East Netherlands              | + 1 min 31 s       |
| 7e                 | Mouhssine Lahsaini  | Maroc               | Équipe nationale du Maroc              | + 3 min 46 s       |
| 8e                 | Azzedine Lagab      | Maroc               | Équipe nationale d'Algérie             | + 3 min 48 s       |
| 9e                 | Salaheddine Mraouni | Maroc               | Équipe nationale du Maroc              | + 3 min 54 s       |
| 10e                | Rafaâ Chtioui       | Tunisie             | Skydive Dubai                          | + 4 min 11 s       |
| modifier           |                     |                     |                                        |                    |

### 2eétape
La deuxième étape se déroule le 16 janvier autour de l'aéroport d'Hurgada, sur un parcours de 159 kilomètres. L'Italien Andrea Palini (Skydive Dubai) remporte l'étape en 3 h 52 min 54 s, soit à une vitesse moyenne de 40,961 km/h. Son coéquipier, l'Espagnol Francisco Mancebo, reste leader du classement général.
| Classement de l'étape | Classement de l'étape | Classement de l'étape | Classement de l'étape                    | Classement de l'étape |
|                       | Coureur               | Pays                  | Équipe                                   | Temps                 |
| --------------------- | --------------------- | --------------------- | ---------------------------------------- | --------------------- |
| 1er                   | Andrea Palini         | Italie                | Skydive Dubai                            | en 3 h 52 min 54 s    |
| 2e                    | Yousif Mirza          | Émirats arabes unis   | Équipe nationale des Émirats arabes unis | m.t                   |
| 3e                    | Yonas Tekeste         | Érythrée              | Équipe nationale d'Érythrée              | m.t                   |
| 4e                    | David van Eerd        | Pays-Bas              | Regional East Netherlands                | m.t                   |
| 5e                    | Salaheddine Mraouni   | Maroc                 | Équipe nationale du Maroc                | m.t                   |
| 6e                    | Mikiel Habtom         | Érythrée              | Équipe nationale d'Érythrée              | m.t                   |
| 7e                    | Rafaâ Chtioui         | Tunisie               | Skydive Dubai                            | m.t                   |
| 8e                    | Mohamed Bouzidi       | Algérie               | Vélo Club Sovac                          | m.t                   |
| 9e                    | Essaïd Abelouache     | Maroc                 | Équipe nationale du Maroc                | m.t                   |
| 10e                   | Adil Jelloul          | Maroc                 | Skydive Dubai                            | m.t                   |
| modifier              |                       |                       |                                          |                       |

| Classement général | Classement général  | Classement général  | Classement général                       | Classement général |
|                    | Coureur             | Pays                | Équipe                                   | Temps              |
| ------------------ | ------------------- | ------------------- | ---------------------------------------- | ------------------ |
| 1er                | Francisco Mancebo   | Espagne             | Skydive Dubai                            | en 8 h 29 min 46 s |
| 2e                 | Soufiane Haddi      | Maroc               | Skydive Dubai                            | + 36 s             |
| 3e                 | Yousif Mirza        | Émirats arabes unis | Équipe nationale des Émirats arabes unis | + 47 s             |
| 4e                 | Andrea Palini       | Italie              | Skydive Dubai                            | + 50 s             |
| 5e                 | Adil Jelloul        | Maroc               | Skydive Dubai                            | + 54 s             |
| 6e                 | Mouhssine Lahsaini  | Maroc               | Équipe nationale du Maroc                | + 3 min 46 s       |
| 7e                 | Salaheddine Mraouni | Maroc               | Équipe nationale du Maroc                | + 3 min 54 s       |
| 8e                 | Rafaâ Chtioui       | Tunisie             | Skydive Dubai                            | + 4 min 11 s       |
| 9e                 | Anass Aït El Abdia  | Maroc               | Équipe nationale du Maroc                | + 4 min 13 s       |
| 10e                | Lahcen Saber        | Maroc               | Équipe nationale du Maroc                | + 4 min 23 s       |
| modifier           |                     |                     |                                          |                    |

### 3eétape
La troisième étape se déroule le 17 janvier sur un parcours de 142 kilomètres autour de Makadi Bay (en). Elle est remportée par le Marocain Soufiane Haddi (Skydive Dubai).
| Classement de l'étape | Classement de l'étape | Classement de l'étape | Classement de l'étape                    | Classement de l'étape |
|                       | Coureur               | Pays                  | Équipe                                   | Temps                 |
| --------------------- | --------------------- | --------------------- | ---------------------------------------- | --------------------- |
| 1er                   | Soufiane Haddi        | Maroc                 | Skydive Dubai                            | en 2 h 54 min 40 s    |
| 2e                    | Andrea Palini         | Italie                | Skydive Dubai                            | + 0 s                 |
| 3e                    | Salaheddine Mraouni   | Maroc                 | Équipe nationale du Maroc                | + 0 s                 |
| 4e                    | Mouhssine Lahsaini    | Maroc                 | Équipe nationale du Maroc                | + 2 s                 |
| 5e                    | Essaïd Abelouache     | Maroc                 | Équipe nationale du Maroc                | + 2 s                 |
| 6e                    | Yonas Tekeste         | Érythrée              | Équipe nationale d'Érythrée              | + 2 s                 |
| 7e                    | Francisco Mancebo     | Espagne               | Skydive Dubai                            | + 2 s                 |
| 8e                    | Adil Jelloul          | Maroc                 | Skydive Dubai                            | + 2 s                 |
| 9e                    | Badr Mirza            | Émirats arabes unis   | Équipe nationale des Émirats arabes unis | + 2 s                 |
| 10e                   | Yousif Mirza          | Émirats arabes unis   | Équipe nationale des Émirats arabes unis | + 2 s                 |
| modifier              |                       |                       |                                          |                       |

| Classement général | Classement général  | Classement général  | Classement général                       | Classement général |
|                    | Coureur             | Pays                | Équipe                                   | Temps              |
| ------------------ | ------------------- | ------------------- | ---------------------------------------- | ------------------ |
| 1er                | Francisco Mancebo   | Espagne             | Skydive Dubai                            | en 12 h 2 min 40 s |
| 2e                 | Soufiane Haddi      | Maroc               | Skydive Dubai                            | + 34 s             |
| 3e                 | Yousif Mirza        | Émirats arabes unis | Équipe nationale des Émirats arabes unis | + 47 s             |
| 4e                 | Andrea Palini       | Italie              | Skydive Dubai                            | + 48 s             |
| 5e                 | Adil Jelloul        | Maroc               | Skydive Dubai                            | + 54 s             |
| 6e                 | Mouhssine Lahsaini  | Maroc               | Équipe nationale du Maroc                | + 3 min 46 s       |
| 7e                 | Salaheddine Mraouni | Maroc               | Équipe nationale du Maroc                | + 3 min 52 s       |
| 8e                 | Essaïd Abelouache   | Maroc               | Équipe nationale du Maroc                | + 4 min 24 s       |
| 9e                 | Anass Aït El Abdia  | Maroc               | Équipe nationale du Maroc                | + 4 min 26 s       |
| 10e                | Rafaâ Chtioui       | Tunisie             | Skydive Dubai                            | + 4 min 26 s       |
| modifier           |                     |                     |                                          |                    |

### 4eétape
La quatrième et dernière étape se déroule le 18 janvier et devait initialement former une boucle de 195 kilomètres autour d'Hurghada. Elle est finalement constituée d'une boucle de 121 kilomètres autour de Makadi Bay (en). L'Italien Andrea Palini (Skydive Dubai) remporte l'étape en parcourant les 121 kilomètres en 2 h 54 min 40 s, soit à une vitesse moyenne de 41,565 km/h.
| Classement de l'étape | Classement de l'étape | Classement de l'étape | Classement de l'étape       | Classement de l'étape |
|                       | Coureur               | Pays                  | Équipe                      | Temps                 |
| --------------------- | --------------------- | --------------------- | --------------------------- | --------------------- |
| 1er                   | Andrea Palini         | Italie                | Skydive Dubai               | en 2 h 54 min 40 s    |
| 2e                    | Essaïd Abelouache     | Maroc                 | Équipe nationale du Maroc   | + 0 s                 |
| 3e                    | Abdelkader Belmokhtar | Algérie               | Équipe nationale d'Algérie  | + 0 s                 |
| 4e                    | Lahcen Saber          | Maroc                 | Équipe nationale du Maroc   | + 2 s                 |
| 5e                    | Mouhssine Lahsaini    | Maroc                 | Équipe nationale du Maroc   | + 2 s                 |
| 6e                    | Yonas Tekeste         | Érythrée              | Équipe nationale d'Érythrée | + 2 s                 |
| 7e                    | Anass Aït El Abdia    | Maroc                 | Équipe nationale du Maroc   | + 2 s                 |
| 8e                    | Meron Abraham         | Érythrée              | Équipe nationale d'Érythrée | + 5 s                 |
| 9e                    | Michael Gannopolskiy  | Allemagne             | Erdinger Alkoholfrei        | + 5 s                 |
| 10e                   | David van Eerd        | Pays-Bas              | Regional East Netherlands   | + 5 s                 |
| modifier              |                       |                       |                             |                       |

## Classements finals

### Classement général final
| Classement général final | Classement général final | Classement général final | Classement général final               | Classement général final |
|                          | Coureur                  | Pays                     | Équipe                                 | Temps                    |
| ------------------------ | ------------------------ | ------------------------ | -------------------------------------- | ------------------------ |
| 1er                      | Francisco Mancebo        | Espagne                  | Skydive Dubai                          | en 14 h 57 min 25 s      |
| 2e                       | Soufiane Haddi           | Maroc                    | Skydive Dubai                          | + 34 s                   |
| 3e                       | Andrea Palini            | Italie                   | Skydive Dubai                          | + 43 s                   |
| 4e                       | Yousif Mirza             | Émirats arabes unis      | Équipe nationale d'Émirats arabes unis | + 47 s                   |
| 5e                       | Adil Jelloul             | Maroc                    | Skydive Dubai                          | + 1 min                  |
| 6e                       | Mouhssine Lahsaini       | Maroc                    | Équipe nationale du Maroc              | + 3 min 43 s             |
| 7e                       | Salaheddine Mraouni      | Maroc                    | Équipe nationale du Maroc              | + 4 min 9 s              |
| 8e                       | Essaïd Abelouache        | Maroc                    | Équipe nationale du Maroc              | + 4 min 19 s             |
| 9e                       | Anass Aït El Abdia       | Maroc                    | Équipe nationale du Maroc              | + 4 min 23 s             |
| 10e                      | Rafaâ Chtioui            | Tunisie                  | Skydive Dubai                          | + 4 min 32 s             |
| modifier                 |                          |                          |                                        |                          |

### Classements annexes
| Classement des sprints | Classement des sprints | Classement des sprints | Classement des sprints    | Classement des sprints |
| ---------------------- | ---------------------- | ---------------------- | ------------------------- | ---------------------- |
|                        | Coureur                | Pays                   | Équipe                    | Point(s)               |
| 1er                    | Salaheddine Mraouni    | Maroc                  | Équipe nationale du Maroc | 8 points               |
| 2e                     | Adil Jelloul           | Maroc                  | Skydive Dubai             | 7 pts                  |
| 3e                     | Andrea Palini          | Italie                 | Skydive Dubai             | 5 pts                  |
| modifier               |                        |                        |                           |                        |

| Classement du meilleur jeune | Classement du meilleur jeune | Classement du meilleur jeune | Classement du meilleur jeune | Classement du meilleur jeune |
|                              | Coureur                      | Pays                         | Équipe                       | Temps                        |
| ---------------------------- | ---------------------------- | ---------------------------- | ---------------------------- | ---------------------------- |
| 1er                          | Anass Aït El Abdia           | Maroc                        | Équipe nationale du Maroc    | en 15 h 1 min 48 s           |
| 2e                           | Meron Abraham                | Érythrée                     | Équipe nationale d'Érythrée  | + 1 min 57 s                 |
| 3e                           | Abderrahmane Mansouri        | Algérie                      | Vélo Club Sovac              | + 2 min 1 s                  |
| modifier                     |                              |                              |                              |                              |

| \| Classement par équipes[9] \| Classement par équipes[9] \| Classement par équipes[9] \| Classement par équipes[9] \| \| \| Équipe \| Pays \| Temps \| \| ------------------------- \| -------------------------- \| ------------------------- \| ------------------------- \| \| 1re \| Skydive Dubai \| Émirats arabes unis \| en 44 h 53 min 31 s \| \| 2e \| Équipe nationale du Maroc \| Maroc \| + 10 min 24 s \| \| 3e \| Équipe nationale d'Algérie \| Algérie \| + 25 min 24 s \| \| modifier \| \| \| \| |                            |                     |                     |
| Classement par équipes |                            |                     |                     |
| | Équipe                     | Pays                | Temps               |
| 1re | Skydive Dubai              | Émirats arabes unis | en 44 h 53 min 31 s |
| 2e | Équipe nationale du Maroc  | Maroc               | + 10 min 24 s       |
| 3e | Équipe nationale d'Algérie | Algérie             | + 25 min 24 s       |
| modifier |                            |                     |                     |

### UCI Africa Tour
Ce Tour d'Égypte attribue des points pour l'UCI Africa Tour 2015, par équipes seulement aux coureurs des équipes continentales professionnelles et continentales, individuellement à tous les coureurs sauf ceux faisant partie d'une équipe ayant un label WorldTeam.
| Position,          | 1er | 2e | 3e | 4e | 5e | 6e | 7e | 8e |
| Classement général | 40  | 30 | 16 | 12 | 10 | 8  | 6  | 3  |
| Par étape          | 8   | 5  | 2  |    |    |    |    |    |
| Leader, par étape  | 4   |    |    |    |    |    |    |    |

| Cycliste              | Équipe                                 | Général | Étape | Leader | Total |
| --------------------- | -------------------------------------- | ------- | ----- | ------ | ----- |
| Francisco Mancebo     | Skydive Dubai                          | 40      | 13    | 12     | 65    |
| Andrea Palini         | Skydive Dubai                          | 16      | 26    | -      | 42    |
| Soufiane Haddi        | Skydive Dubai                          | 30      | 8     | -      | 38    |
| Yousif Mirza          | Équipe nationale d'Émirats arabes unis | 12      | 7     | -      | 19    |
| Valens Ndayisenga     | Équipe nationale du Rwanda             | -       | 8     | 4      | 12    |
| Adil Jelloul          | Skydive Dubai                          | 10      | -     | -      | 10    |
| Essaïd Abelouache     | Équipe nationale du Maroc              | 3       | 5     | -      | 8     |
| Mouhssine Lahsaini    | Équipe nationale du Maroc              | 8       | -     | -      | 8     |
| Salaheddine Mraouni   | Équipe nationale du Maroc              | 6       | 2     | -      | 8     |
| Abdelkader Belmokhtar | Équipe nationale d'Algérie             | -       | 2     | -      | 2     |
| Janvier Hadi          | Équipe nationale du Rwanda             | -       | 2     | -      | 2     |
| Yonas Tekeste         | Équipe nationale d'Érythrée            | -       | 2     | -      | 2     |

## Évolution des classements
| Étape              | Vainqueur          | Classement général | Classement des sprints | Classement du meilleur jeune | Classement par équipes     |
| ------------------ | ------------------ | ------------------ | ---------------------- | ---------------------------- | -------------------------- |
| P                  | Valens Ndayisenga  | Valens Ndayisenga  | Non décerné            | Valens Ndayisenga            | Équipe nationale du Rwanda |
| 1                  | Francisco Mancebo  | Francisco Mancebo  | Adil Jelloul           | Anass Aït El Abdia           | Skydive Dubai              |
| 2                  | Andrea Palini      | Francisco Mancebo  | Adil Jelloul           | Anass Aït El Abdia           | Skydive Dubai              |
| 3                  | Soufiane Haddi     | Francisco Mancebo  | Adil Jelloul           | Anass Aït El Abdia           | Skydive Dubai              |
| 4                  | Andrea Palini      | Francisco Mancebo  | Salaheddine Mraouni    | Anass Aït El Abdia           | Skydive Dubai              |
| Classements finals | Classements finals | Francisco Mancebo  | Salaheddine Mraouni    | Anass Aït El Abdia           | Skydive Dubai              |

## Liste des participants
- Liste de départ complète

| Légende                                | Légende                                                                                         | Légende                          | Légende                                                                                                  |
| -------------------------------------- | ----------------------------------------------------------------------------------------------- | -------------------------------- | --- |
| Num                                    | Dossard de départ porté par le coureur sur ce Tour d'Égypte                                     | Pos                              | Position finale au classement général                                                                    |
| Leader du classement général           | Indique le vainqueur du classement général                                                      | Leader du classement des sprints | Indique le vainqueur du classement des sprints                                                           |
| Leader du classement du meilleur jeune | Indique le vainqueur du classement du meilleur jeune                                            |                                  | Indique un maillot de champion national ou mondial, suivi de sa spécialité                               |
| #                                      | Indique la meilleure équipe                                                                     | NP                               | Indique un coureur qui n'a pas pris le départ d'une étape, suivi du numéro de l'étape où il s'est retiré |
| AB                                     | Indique un coureur qui n'a pas terminé une étape, suivi du numéro de l'étape où il s'est retiré | HD                               | Indique un coureur qui a terminé une étape hors des délais, suivi du numéro de l'étape                   |
| DSQ                                    | Indique un coureur qui a été disqualifié de la course, suivi du numéro de l'étape               | *                                | Indique un coureur en lice pour le classement du meilleur jeune (coureurs nés après le 1er janvier 1993) |

| Équipe nationale d'Égypte EGY       | Équipe nationale d'Égypte EGY | Équipe nationale d'Égypte EGY |
| ----------------------------------- | ----------------------------- | ----------------------------- |
| Num                                 | Coureur                       | Pos                           |
| 1                                   | Ahmed Zaghloul (EGY)*         | 45e                           |
| 2                                   | Youssef Helal (EGY)*          | AB-4                          |
| 3                                   | Osama Mohamed (EGY)*          | 35e                           |
| 4                                   | Mohamed El-Sayed (EGY)*       | 41e                           |
| 5                                   | Islam Shawky (EGY)*           | 23e                           |
| 6                                   | Islam Nasser (EGY)*           | 33e                           |
| Directeur sportif : Mohamed Khalifa |                               |                               |

| Équipe nationale du Maroc MAR     | Équipe nationale du Maroc MAR | Équipe nationale du Maroc MAR |
| --------------------------------- | ----------------------------- | ----------------------------- |
| Num                               | Coureur                       | Pos                           |
| 11                                | Salaheddine Mraouni (MAR)     | 7e                            |
| 12                                | Mouhssine Lahsaini (MAR)      | 6e                            |
| 13                                | Anass Aït El Abdia (MAR)*     | 9e                            |
| 14                                | Essaïd Abelouache (MAR)       | 8e                            |
| 15                                | Abdellah Hida (MAR)           | 14e                           |
| 16                                | Lahcen Saber (MAR)            | 11e                           |
| Directeur sportif : Mohamed Bilal |                               |                               |

| Erdinger Alkoholfrei ERD     | Erdinger Alkoholfrei ERD    | Erdinger Alkoholfrei ERD |
| ---------------------------- | --------------------------- | ------------------------ |
| Num                          | Coureur                     | Pos                      |
| 21                           | Lars Pria (ROU)             | AB-2                     |
| 22                           | Burkhard Schlenkrich (GER)* | 40e                      |
| 23                           | Michael Gannopolskiy (GER)  | 38e                      |
| 24                           | Benjamin Höber (GER)        | 44e                      |
| 25                           | Elmar Hantzsch (GER)        | DSQ-4                    |
| 26                           |                             |                          |
| Directeur sportif : Ion Pria |                             |                          |

| Vélo Club Sovac VCS                  | Vélo Club Sovac VCS          | Vélo Club Sovac VCS |
| ------------------------------------ | ---------------------------- | ------------------- |
| Num                                  | Coureur                      | Pos                 |
| 31                                   | Abderrahmane Mansouri (ALG)* | 13e                 |
| 32                                   | Karim Hadjbouzit (ALG)       | 24e                 |
| 33                                   | Bilal Saada (ALG)            | 25e                 |
| 34                                   | Mohamed Bouzidi (ALG)*       | 39e                 |
| 35                                   | Hichem Amari (ALG)*          | DSQ-1               |
| 36                                   | Abderrahmane Hamza (ALG)     | 37e                 |
| Directeur sportif : Mohamed Mokhtari |                              |                     |

| Équipe nationale du Rwanda RWA    | Équipe nationale du Rwanda RWA | Équipe nationale du Rwanda RWA |
| --------------------------------- | ------------------------------ | ------------------------------ |
| Num                               | Coureur                        | Pos                            |
| 41                                | Valens Ndayisenga (RWA)*       | 22e                            |
| 42                                | Janvier Hadi (RWA)             | 32e                            |
| 43                                | Joseph Biziyaremye (RWA)       | 47e                            |
| 44                                | Bonaventure Uwizeyimana (RWA)* | 31e                            |
| 45                                | Emile Bintunimana (RWA)        | 42e                            |
| 46                                | Patrick Byukusenge (RWA)       | 46e                            |
| Directeur sportif : Félix Sempoma |                                |                                |

| BC South East BCS                  | BC South East BCS      | BC South East BCS |
| ---------------------------------- | ---------------------- | ----------------- |
| Num                                | Coureur                | Pos               |
| 51                                 | David Clarke (GBR)     | 26e               |
| 52                                 | Dominic Schils (GBR)   | 49e               |
| 53                                 | Nick Perks (GBR)       | AB-1              |
| 54                                 | Christian Aucote (GBR) | DSQ-4             |
| 55                                 | Mark Yale (GBR)*       | 48e               |
| 56                                 | Sam Davies (GBR)       | AB-1              |
| Directeur sportif : Patrick Schils |                        |                   |

| Skydive Dubai # SKD                   | Skydive Dubai # SKD         | Skydive Dubai # SKD |
| ------------------------------------- | --------------------------- | ------------------- |
| Num                                   | Coureur                     | Pos                 |
| 61                                    | Rafaâ Chtioui (TUN) (Route) | 10e                 |
| 62                                    | Francisco Mancebo (ESP)     | 1er                 |
| 63                                    | Soufiane Haddi (MAR) (Clm)  | 2e                  |
| 64                                    | Adil Jelloul (MAR) (Route)  | 5e                  |
| 65                                    | Andrea Palini (ITA)         | 3e                  |
| 66                                    | Ahmed Albalooshi (UAE)      | AB-2                |
| Directeur sportif : Hamad Al Marzooqi |                             |                     |

| -                     | -       | -   |
| --------------------- | ------- | --- |
| Num                   | Coureur | Pos |
| 71                    |         |     |
| 72                    |         |     |
| 73                    |         |     |
| 74                    |         |     |
| 75                    |         |     |
| 76                    |         |     |
| Directeur sportif : - |         |     |

| Équipe nationale du Soudan SUD    | Équipe nationale du Soudan SUD | Équipe nationale du Soudan SUD |
| --------------------------------- | ------------------------------ | ------------------------------ |
| Num                               | Coureur                        | Pos                            |
| 81                                | Ibrahim Elias Yagob (SUD)      | DSQ-1                          |
| 82                                | Babiki Tarig (SUD)             | AB-2                           |
| 83                                | Salih Farah (SUD)              | DSQ-2                          |
| 84                                | Mohamed Mahmoud (SUD)          | AB-1                           |
| 85                                |                                |                                |
| 86                                |                                |                                |
| Directeur sportif : Mohamed Ahmed |                                |                                |

| Regional East Netherlands NED   | Regional East Netherlands NED | Regional East Netherlands NED |
| ------------------------------- | ----------------------------- | ----------------------------- |
| Num                             | Coureur                       | Pos                           |
| 91                              | Tom Kok (NED)*                | DSQ-4                         |
| 92                              | David van Eerd (NED)          | 18e                           |
| 93                              | Florian Smits (NED)           | 15e                           |
| 94                              | Gijs Verdick (NED)*           | 16e                           |
| 95                              | Joost van Weerd (NED)         | AB-3                          |
| 96                              |                               |                               |
| Directeur sportif : Jan Hamstra |                               |                               |

| Équipe nationale d'Émirats arabes unis UAE | Équipe nationale d'Émirats arabes unis UAE | Équipe nationale d'Émirats arabes unis UAE |
| ------------------------------------------ | ------------------------------------------ | ------------------------------------------ |
| Num                                        | Coureur                                    | Pos                                        |
| 101                                        | Ahmed Al Mansoori (UAE)                    | AB-2                                       |
| 102                                        | Majid Albalooshi (UAE)                     | DSQ-2                                      |
| 103                                        | Ammar Abdulla (UAE)*                       | AB-2                                       |
| 104                                        | Saif Almemari (UAE)                        | AB-1                                       |
| 105                                        | Badr Mirza (UAE)                           | 34e                                        |
| 106                                        | Yousif Mirza (UAE)                         | 4e                                         |
| Directeur sportif : Aziz Mehdi             |                                            |                                            |

| Équipe nationale d'Érythrée ERI    | Équipe nationale d'Érythrée ERI | Équipe nationale d'Érythrée ERI |
| ---------------------------------- | ------------------------------- | ------------------------------- |
| Num                                | Coureur                         | Pos                             |
| 111                                | Million Amanuel (ERI)           | 21e                             |
| 112                                | Mikiel Habtom (ERI)             | 28e                             |
| 113                                | Meron Abraham (ERI)*            | 12e                             |
| 114                                | Yonas Tekeste (ERI)*            | 19e                             |
| 115                                | Mehari Tesfatsion (ERI)*        | AB-3                            |
| 116                                | Dawit Haile (ERI)               | 27e                             |
| Directeur sportif : Samsom Solomon |                                 |                                 |

| Équipe nationale d'Arabie saoudite KSA | Équipe nationale d'Arabie saoudite KSA | Équipe nationale d'Arabie saoudite KSA |
| -------------------------------------- | -------------------------------------- | -------------------------------------- |
| Num                                    | Coureur                                | Pos                                    |
| 121                                    | Sultan Asiri (KSA)                     | 43e                                    |
| 122                                    | Ayman Alhabrati (KSA)                  | DSQ-2                                  |
| 123                                    | Ahmed Alshahrani (KSA)                 | AB-1                                   |
| 124                                    | Bader Al-yasin (KSA)                   | AB-1                                   |
| 125                                    | Saad Marzouki (KSA)                    | DSQ-1                                  |
| 126                                    | Mostafa Alrabie (KSA)*                 | DSQ-2                                  |
| Directeur sportif : Mudhi Aldossary    |                                        |                                        |

| Équipe nationale d'Algérie ALG  | Équipe nationale d'Algérie ALG | Équipe nationale d'Algérie ALG |
| ------------------------------- | ------------------------------ | ------------------------------ |
| Num                             | Coureur                        | Pos                            |
| 131                             | Azzedine Lagab (ALG)           | 17e                            |
| 132                             | Adil Barbari (ALG)*            | 36e                            |
| 133                             | Hichem Chaabane (ALG)          | 30e                            |
| 134                             | Abdenour Yahmi (ALG)           | AB-2                           |
| 135                             | Abdelkader Belmokhtar (ALG)    | 20e                            |
| 136                             | Abdellah Ben Youcef (ALG)      | 29e                            |
| Directeur sportif : Malek Hamza |                                |                                |